# Krzysztof Nalepka
Krzysztof Nalepka (ur. 18 maja 1967 w Bochni) – polski piłkarz grający na pozycji obrońcy, trener.

## Kariera piłkarska
Krzysztof Nalepka karierę piłkarską rozpoczął w Bocheńskim KS. W ekstraklasie zadebiutował w sezonie 1990/1991 w barwach IgloopolU Dębica, który reprezentował do 1993 roku grając w 61 meczach i strzelając 4 gole. Następnie przeszedł do Zagłębia Lubin, gdzie grał do 1996 roku. Łącznie w ekstraklasie rozegrał 151 meczów i strzelił 4 gole.
Następnymi klubami w karierze Nalepki były kluby z niższych lig: Unia Tarnów (1997-1998), Rzemieślnik Pilzno (1998), szwajcarski FC Buchs (2001), Wigry Suwałki (2002), Stal Rzeszów (2002-2004), Igloopol Dębica (2005-2006), Pogoń Staszów (2006-2008) i Rzemieślnik Pilzno, gdzie w 2009 roku zakończył piłkarską karierę.

## Kariera trenerska
Krzysztof Nalepka po zakończeniu kariery piłkarskiej został trenerem. Prowadził kluby: Brzostowianka Brzostek (2010-2011), LKS Zasów-Mokre (2011-2012), LKS Łęki Górne (od 2013).